# Třída Porpoise
Třída Porpoise byla třída diesel-elektrických ponorek postavených pro britské královské námořnictvo. Určeny byly především pro ničení sovětských ponorek v severním Atlantiku. Celkem bylo postaveno osm ponorek této třídy. Ve službě byly od roku 1958. Na svou dobu se jednalo o velmi vyspělou konstrukci. Ponorky byly velmi tiché. Jejich dalším vývojem vznikla úspěšná třída Oberon. Ponorky třídy Porpoise byly vyřazeny v letech 1977–1986. Důvodem byl nedostatek financí a potřeba posádek pro nové jaderné ponorky.

## Pozadí vzniku
Jednalo se o první poválečnou třídu britských konvenčních ponorek, v jejíž konstrukci byly využity poznatky ze zkoušení německých ponorek typu XXI, modernizovaných ponorek třídy T a dvou experimentálních ponorek třídy Explorer. Pro britské královské námořnictvo bylo v letech 1954–1961 postaveno celkem osm ponorek této třídy – Porpoise (S 01), Rorqual (S 02), Narwhal (S 03), Grampus (S 04), Finwhale (S 05), Cachalot (S 06), Sealion (S 07) a Walrus (S08). Do služby vstupovaly v letech 1961–1961.
Jednotky třídy Porpoise:
| Jméno                  | Loděnice                   | Zahájení stavby | Spuštění na vodu  | Zařazena do služby | Status                         |
| ---------------------- | -------------------------- | --------------- | ----------------- | ------------------ | ------------------------------ |
| Porpoise (S 01)        | Vickers Armstrongs, Barrow | 15. června 1956 | 25. dubna 1956    | 16. dubna 1958     | Potopena jako cvičný cíl 1985. |
| Rorqual (S 02)         | Vickers Armstrongs, Barrow | 15. ledna 1955  | 5. prosince 1956  | 24. října 1958     | Prodána do šrotu 1977.         |
| Narwhal (S 03)         | Vickers Armstrongs, Barrow | 15. března 1956 | 25. října 1957    | 4. května 1959     | Potopena jako cvičný cíl 1983. |
| Grampus (S 04)         | Cammell Laird, Birkenhead  | 16. dubna 1955  | 30. května 1957   | 19. prosince 1958  | Prodána do šrotu 1980.         |
| Finwhale (S 05)        | Cammell Laird, Birkenhead  | 18. září 1956   | 21. července 1959 | 19. srpna 1960     | Prodána do šrotu 1988.         |
| Cachalot (S 06)        | Scotts, Greenock           | 1. srpna 1955   | 11. prosince 1957 | 1. září 1959       | Prodána do šrotu 1980.         |
| Sealion (S 07)         | Cammell Laird, Birkenhead  | 5. června 1958  | 31. prosince 1959 | 25. července 1961  | Prodána do šrotu 1990.         |
| Walrus (S08, ex Whale) | Scotts, Greenock           | 12. února 1958  | 22. září 1959     | 8. února 1961      | Prodána do šrotu 1987.         |

## Konstrukce

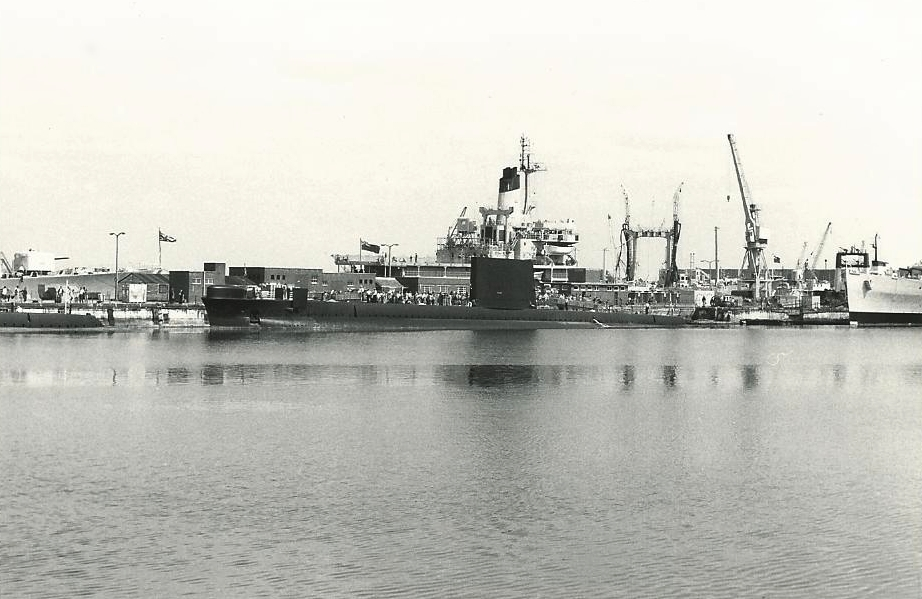
Sealion (S 07)

Ponorky měly dvoutrupou koncepci. Byly vybaveny navigačním radarem a sonary typů 187, 2007 a 2019. Maximální hloubka ponoru činila na 200 metrů. Výzbroj tvořilo osm 533mm torpédometů (šest na přídi a dva na zádi) s celkovou zásobou 30 torpéd. Vypouštět přitom mohly také námořní miny. Vyzbrojeny byly protilodními torpédy Mk.8 a krátkými protiponorkovými torpédy Mk.20 (později používaly těžká torpéda Mark 24 Tigerfish). Pohonný systém tvořily dva vznětové šestnáctiválce Admiralty Standard Range (ASR) 1 o celkovém výkonu 3680 hp a dva elektromotory English Electric o celkovém výkonu 6000 hp. Lodní šrouby byly dva. Nejvyšší rychlost dosahovala 12 uzlů na hladině a 17 uzlů pod hladinou. Ponorky měly dosah až 9000 námořních mil.